# نشانه‌گذاری (امنیت داده‌ها)

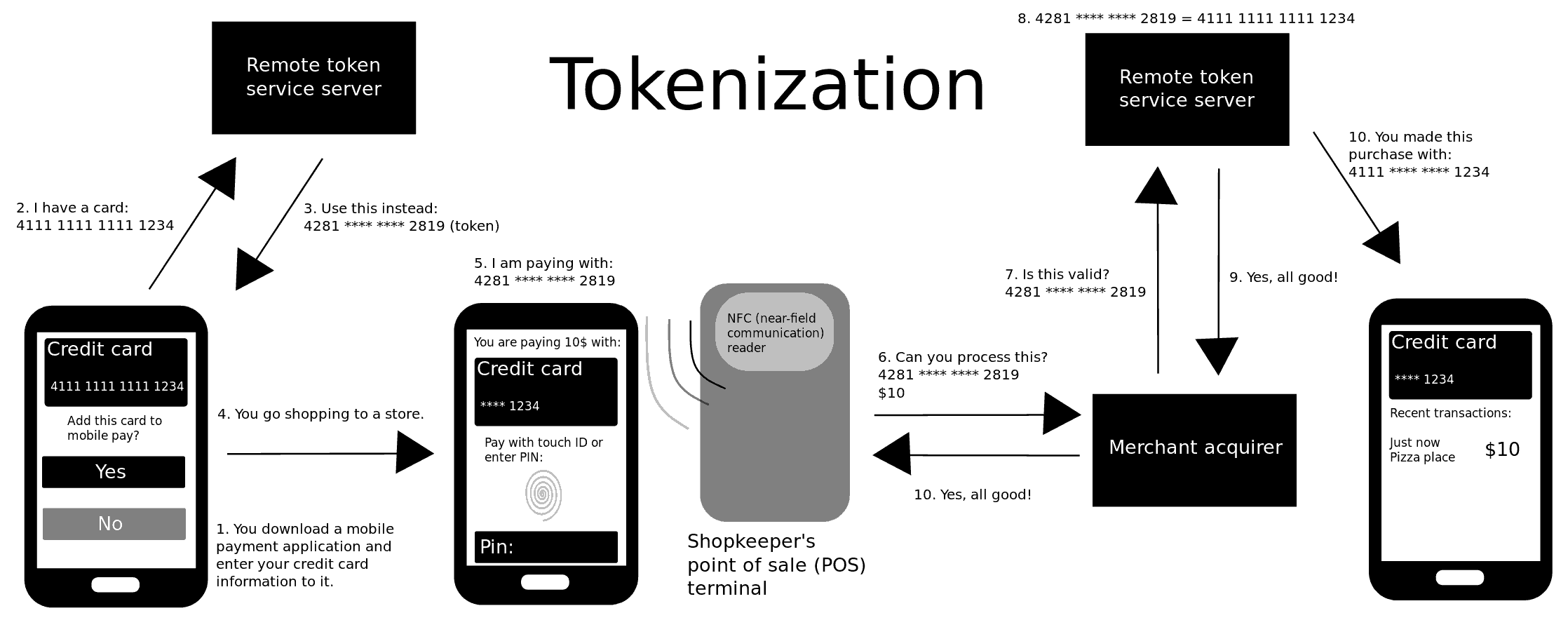
این نمونه ای ساده شده از چگونگی نشانه‌گذاری در پرداخت همراه است که از طریق یک اپلیکیشن موبایل با یک کارت اعتباری انجام می‌شود.در پایانه‌های پرداخت روش‌هایی به غیر از اسکن اثر انگشت یا پین می‌تواند استفاده بشود.

فرایند جایگزین کردن قلم داده‌ای حساس با هم ارز نا-حساس (نشانه) که معنی بیرونی یا قابل بهره‌برداری ندارد، نشانه‌گذاری نامیده می‌شود. نشانه در واقع بازبرد یا ارجاعی ست که با استفاده از سامانه نشانه‌گذاری به داده حساس بازنگاشته می‌شود. نگاشت داده حساس به نشانه با روش‌هایی انجام می‌شود که بدون سامانه نشانه‌گذاری دست یافتن به داده اصلی ناشدنی است (برای نمونه تولید نشانه‌ها با استفاده از اعداد تصادفی).